# Dasychira heringi
Dasychira heringi är en fjärilsart som beskrevs av Schultze 1934. Dasychira heringi ingår i släktet Dasychira och familjen tofsspinnare. Inga underarter finns listade i Catalogue of Life.